# Blindstenkrypare
Blindstenkrypare (Lamyctes coeculus) är en mångfotingart som först beskrevs av Henri W. Brölemann 1889.  Blindstenkrypare ingår i släktet Lamyctes, och familjen fåögonkrypare. Arten är reproducerande i Sverige.